# آق‌داش (ولایت نمنگان)
آق‌داش (به ازبکی: Aktash) یک منطقهٔ مسکونی در ازبکستان است که در شهرستان توره‌قورغان واقع شده‌است. آق‌داش ۴٬۰۶۷ نفر جمعیت دارد.